# Skulpturenpark Jardins de Cap Roig

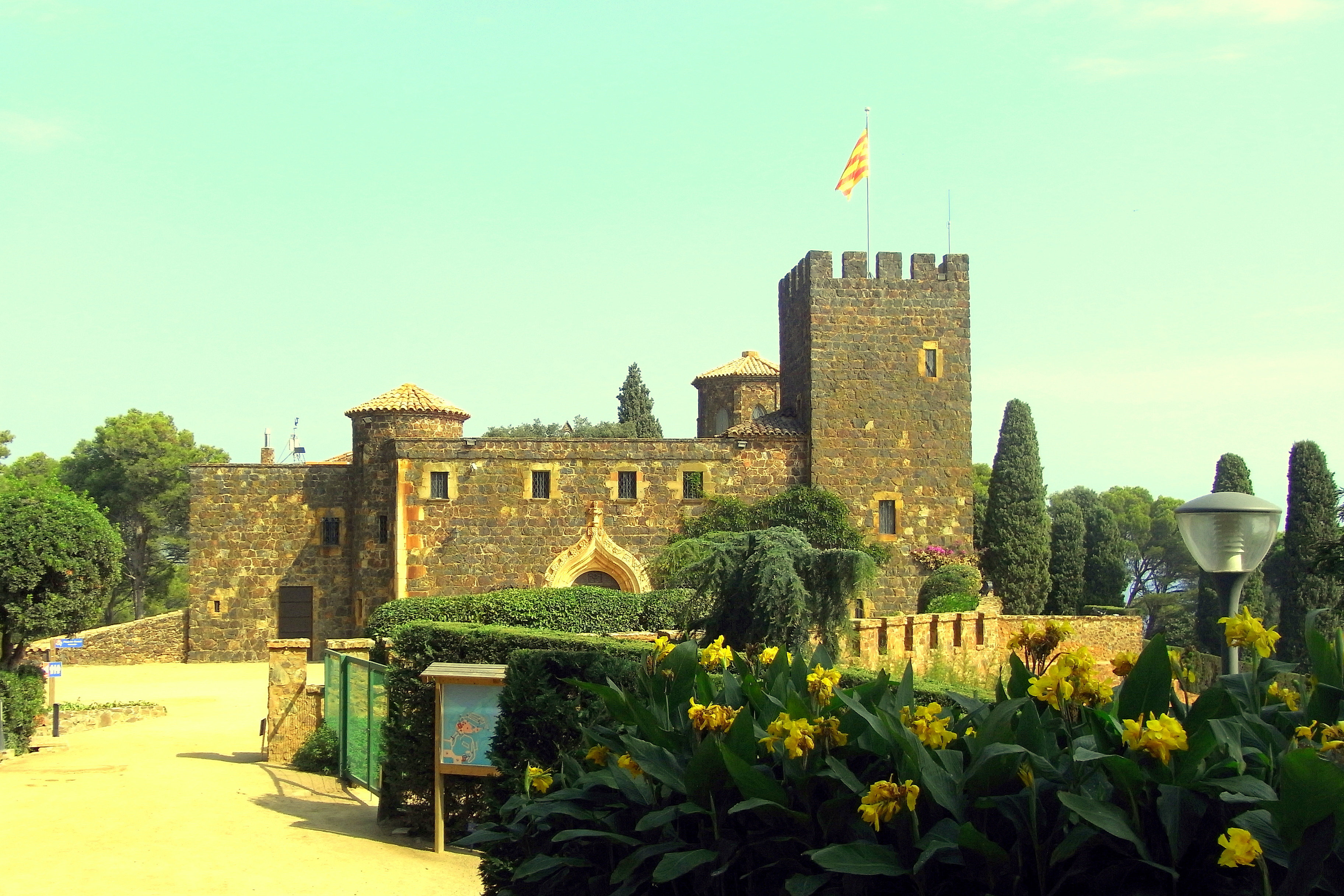
Castell de Cap Roig

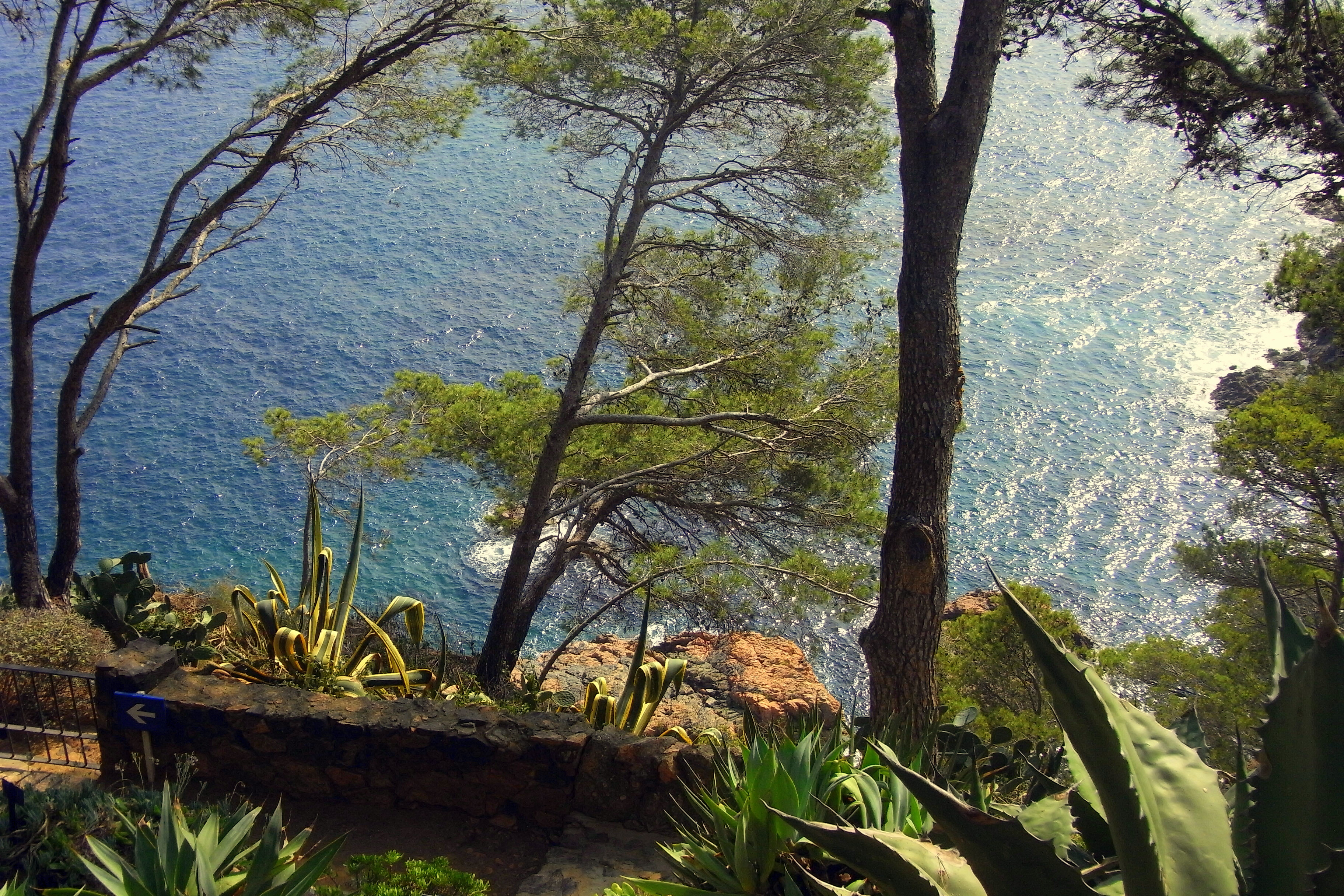
Jardín botánico de Cap Roig

Der Skulpturenpark Jardíns de Cap Roig ist eine Dauerausstellung moderner und heutiger Bildhauerkunst der Fundació Caixa Girona im Inneren des Kastell Cap Roig im Stadtteil Palafrugell der katalanischen Gemeinde Palafrugell in der Provinz Girona in Spanien.
Der Jardíns de Cap Roig ist eine namhafte Gartenanlage, der Jardín botánico de Cap Roig und dient ferner auch lokalen Veranstaltungen, unter anderem dem Festival de Cap Roig.

## Sammlung
Die Sammlung besteht aus 21 Skulpturen, vor allem von spanischen Bildhauern:
- Sergi Aguilar – Spanien: Mirador (2008)
- Juan de Andrés – Uruguay: Variacions (2008)
- Eric Ansesa – Spanien: Encontre mitolôgic 1 (Sunion) (2009)
- Bonaventura Ansón – Spanien: La lluna i el núvol blanc (2008)
- Néstor Basterretxea – Spanien: Itinerari obert No. 8 (2008)
- Xavier Corberó – Spanien: 2 Artistes flamencas (2003)
- Quim Domene – Spanien: Pic-Nic (La casa que vull) (2008)
- Amadeo Gabino – Spanien: Agamenón III (2000)
- Ana Mercedes Hoyos – Kolumbien: Platón (2009)
- Carlos Lizariturry – Spanien: Columna (1997)
- Marcel Martí – Spanien: Ergo (1970/2006)
- Santi Moix – Spanien: Volta d'horitzó (2005)
- Torres Monsó – Spanien: Homenatge al Dr. Trueta (2006)
- Miguel Ortiz Berrocal – Spanien: Almudena (1974)
- Jorge Oteiza – Spanien: Caja abierta, variante (1958–1984/85)
- Jaume Plensa – Spanien: CUC (1986)
- Josep Maria Riera i Aragó – Spanien: L'helix de ferro (1991/98)
- Rosa Serra – Spanien: Femme au jardin (2009)
- Paul Suter – Schweiz: Janus (1976/2006)
- Moisès Villèlia – Spanien: Sense títol (1995)
- Verschiedene italienische Künstler: Il Giardino di Beuys (2009)

## Fotogalerie

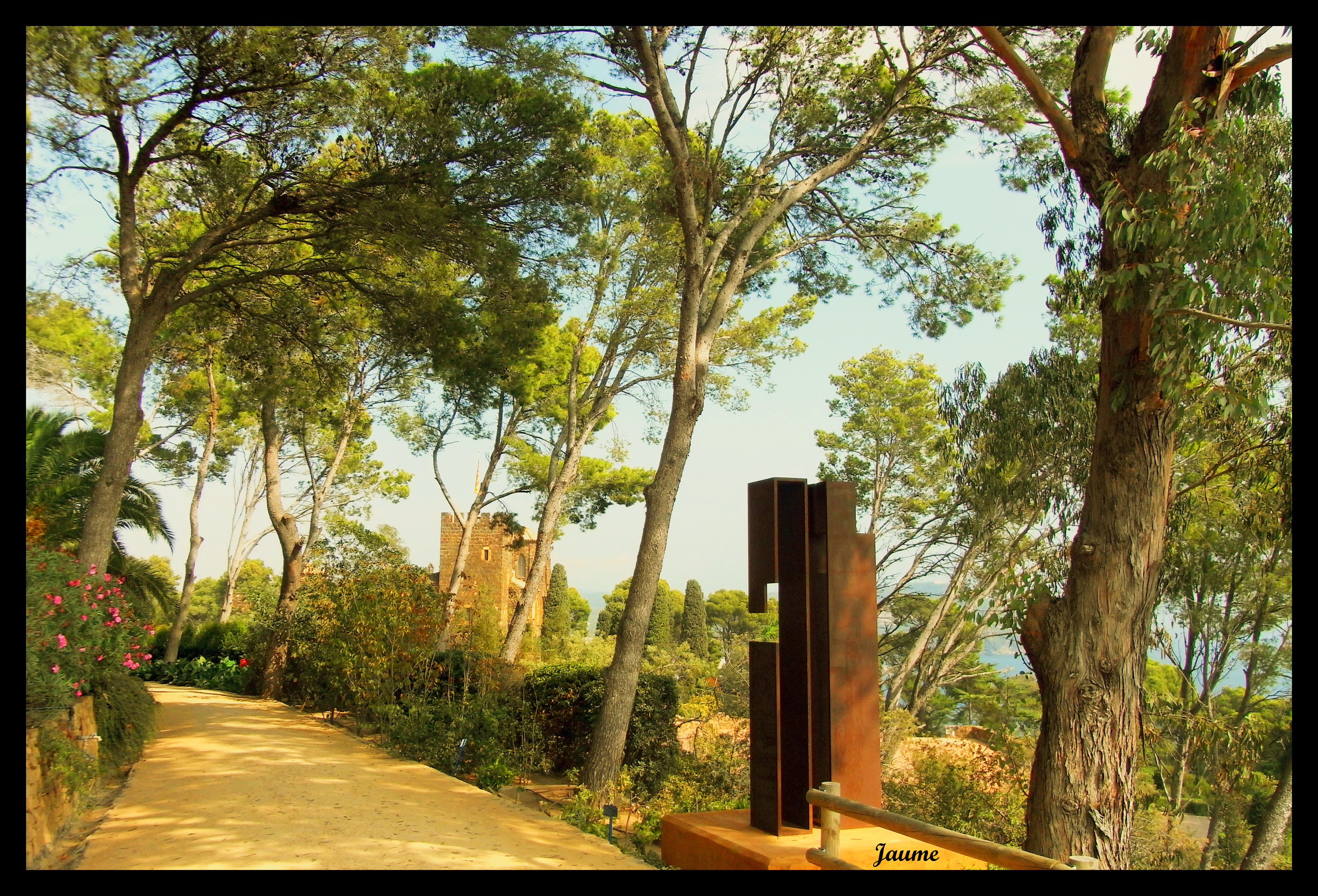
: Nr. 2: Juan de Andrés
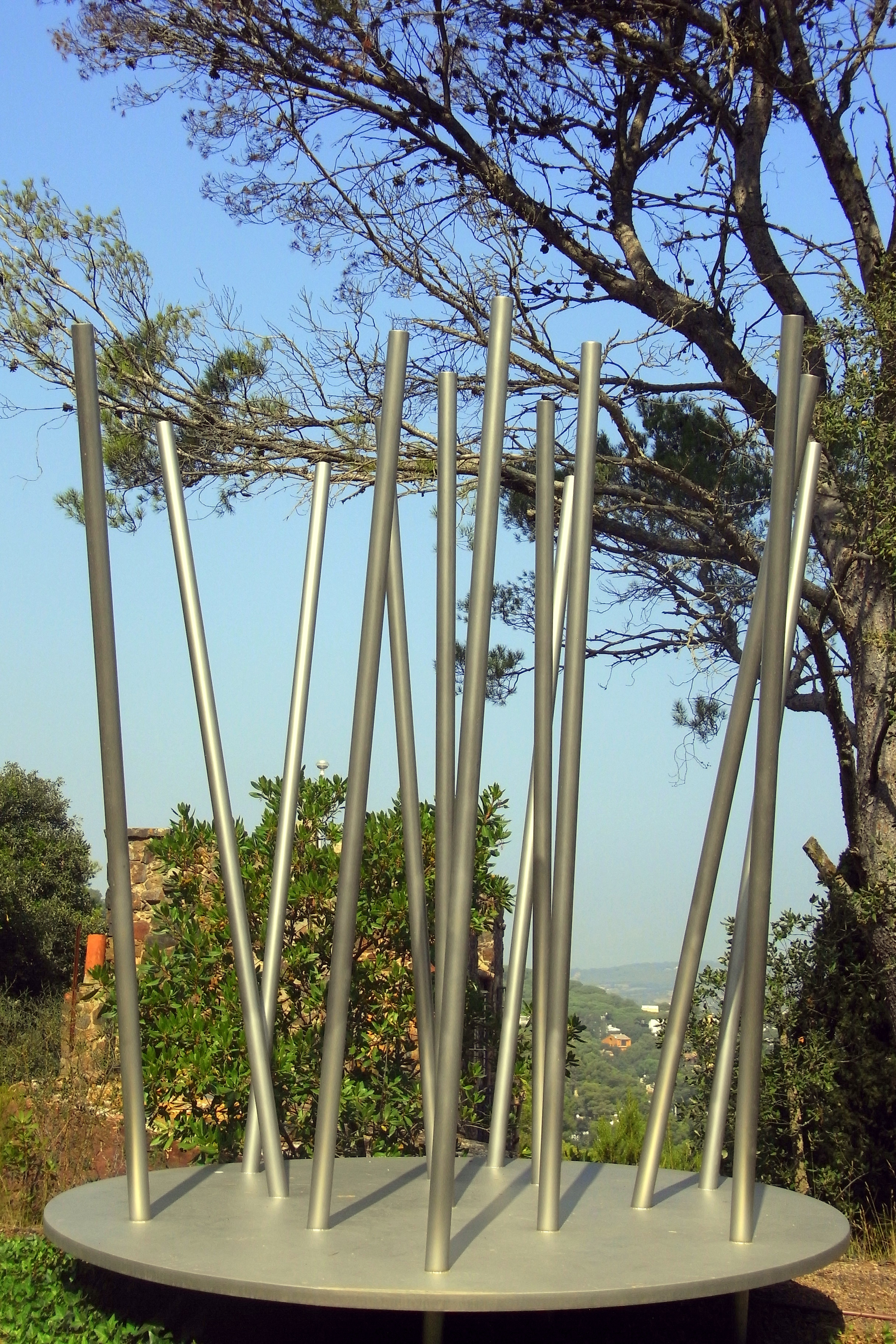
Nr. 3: Eric Ansesa
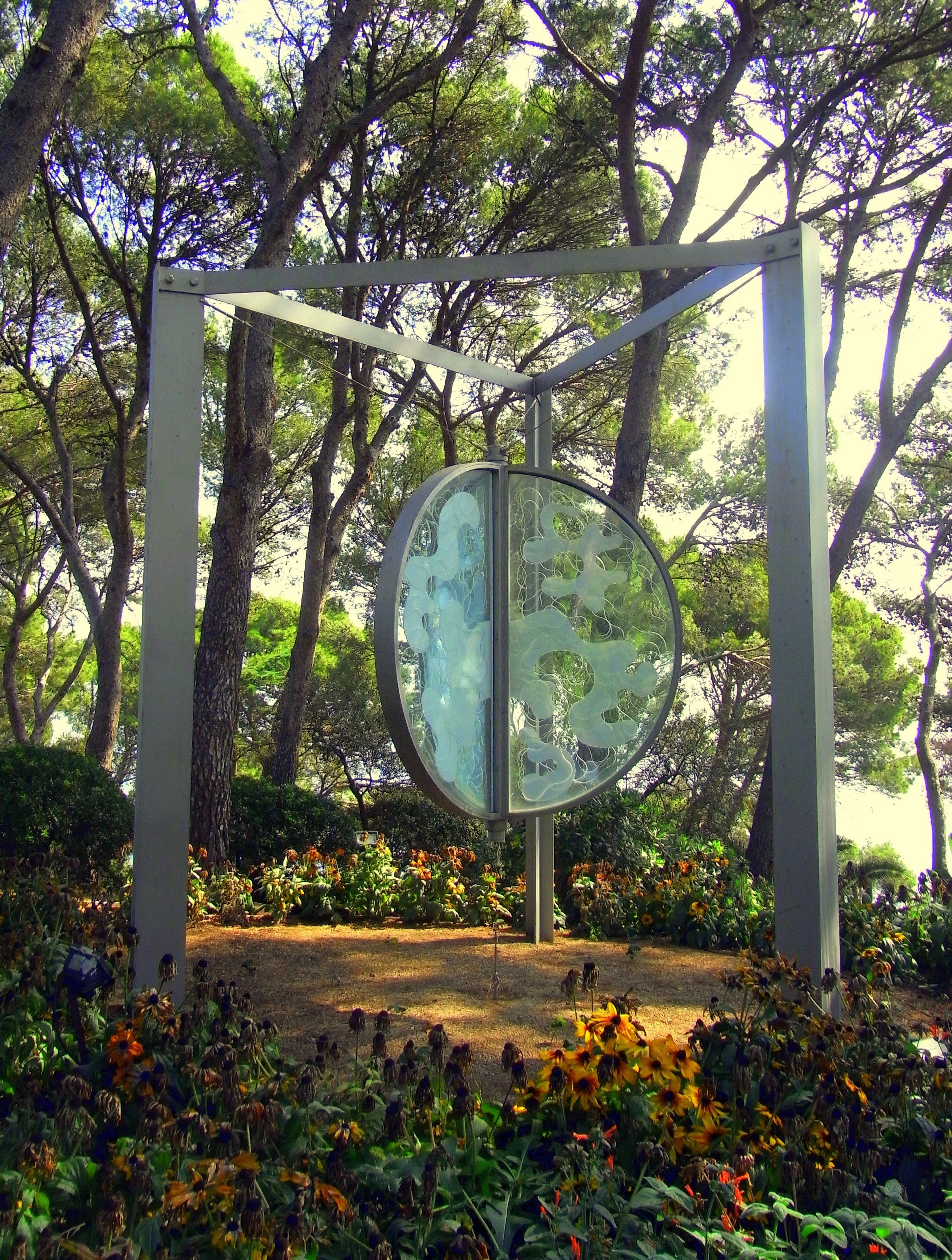
Nr. 4: Bonaventura Ansón
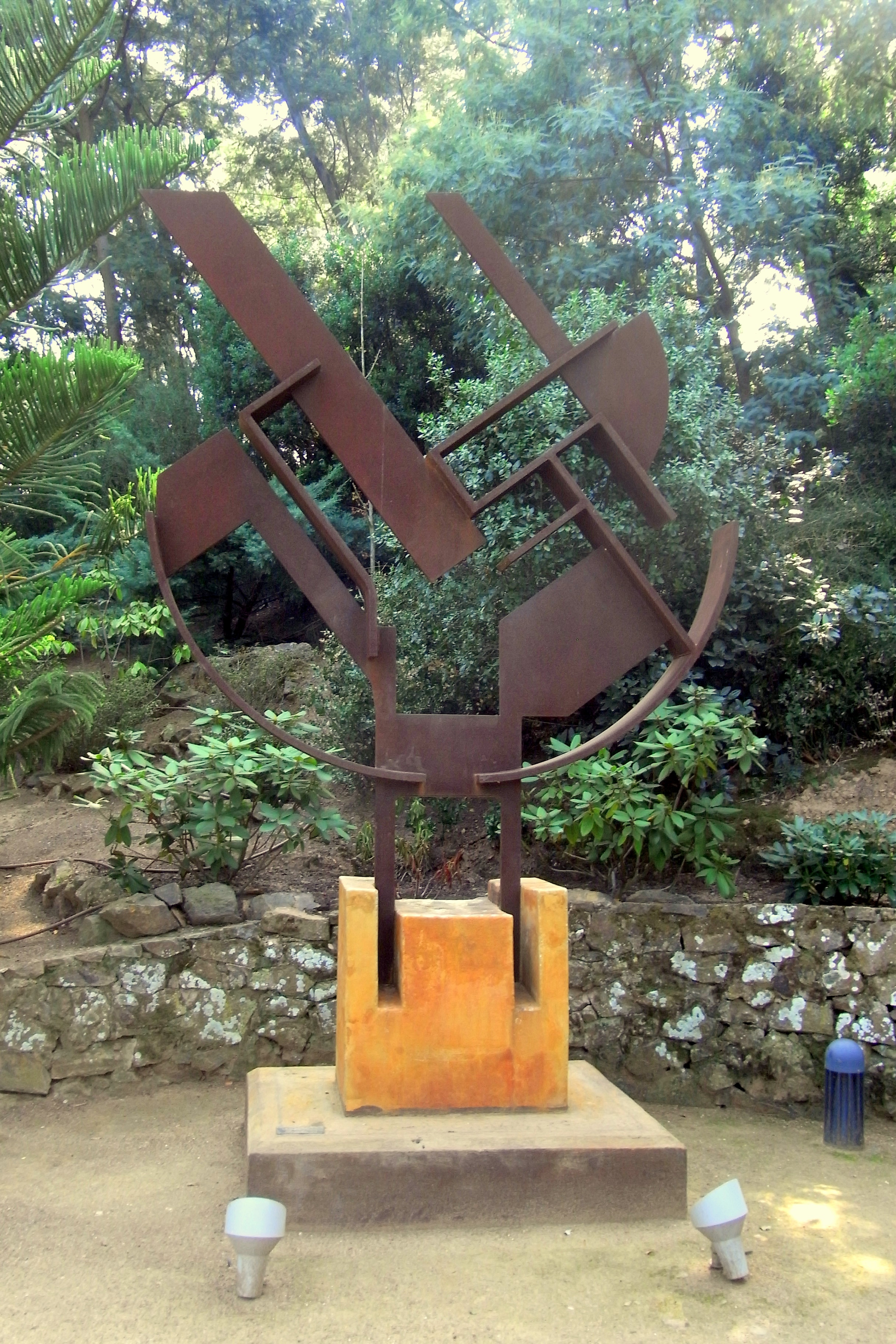
Nr. 5:  Nestor Basterretxea
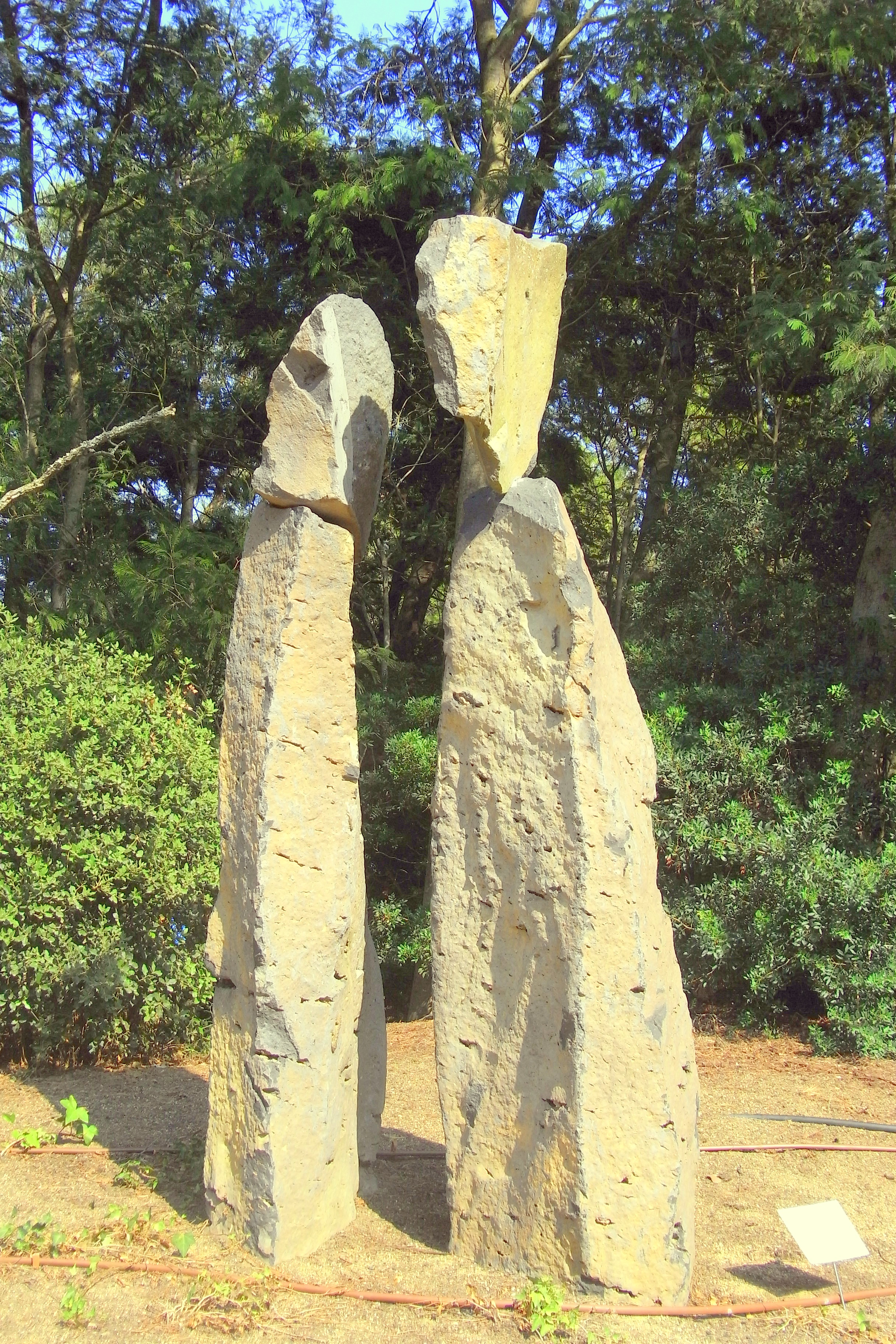
N. 6: Xavier Corberó
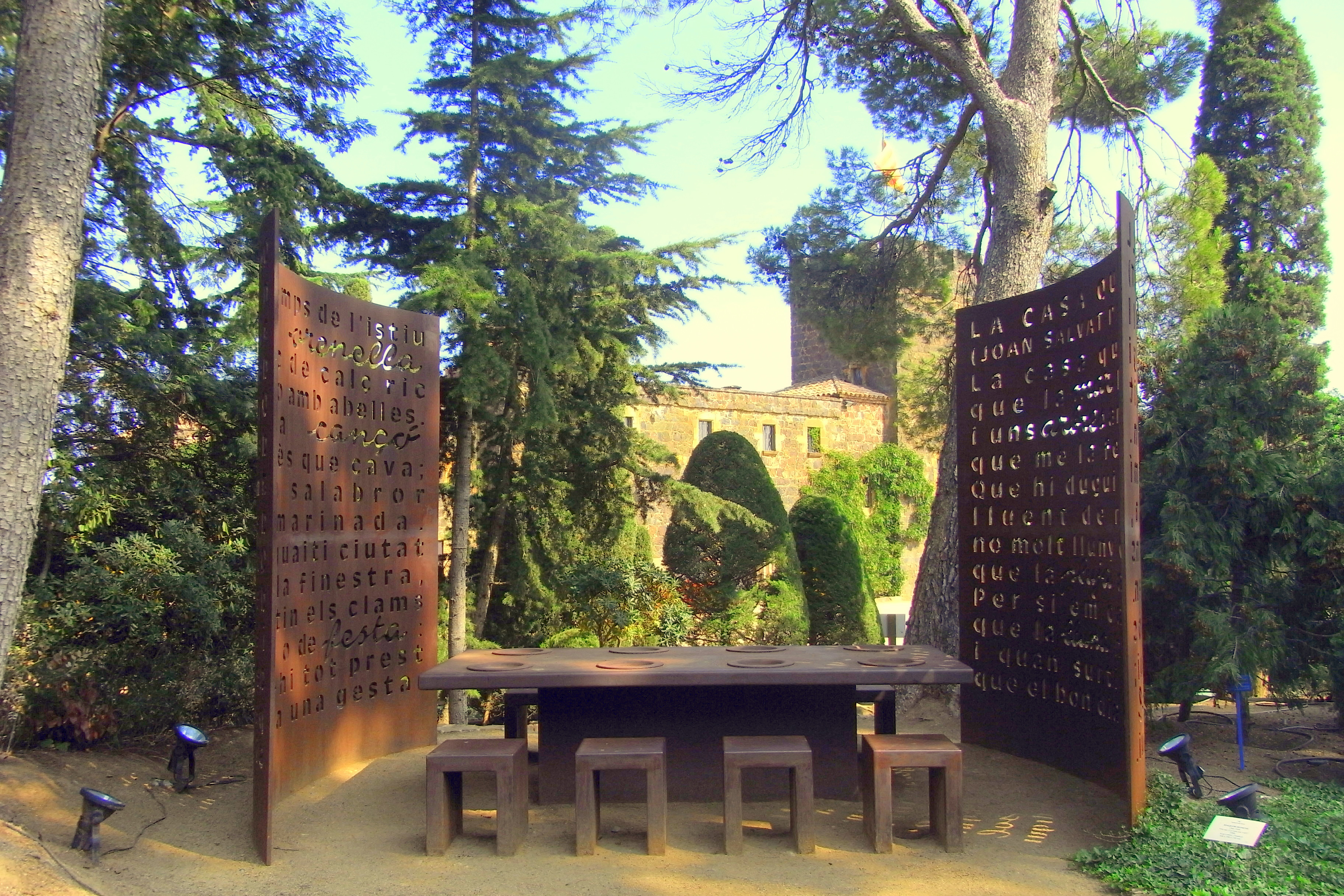
Nr. 7: Quim Domene
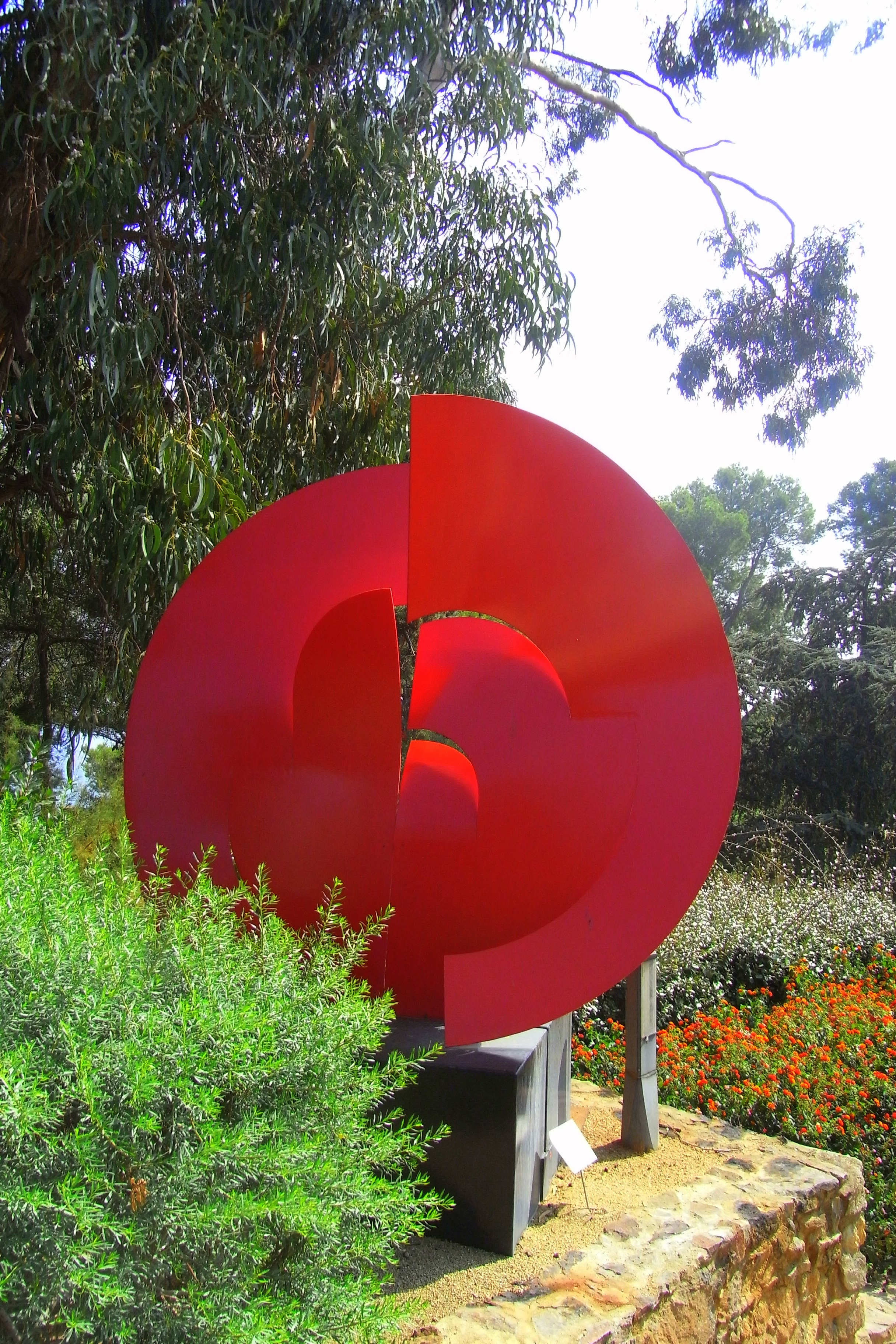
Nr. 8: Amadeo Gabino
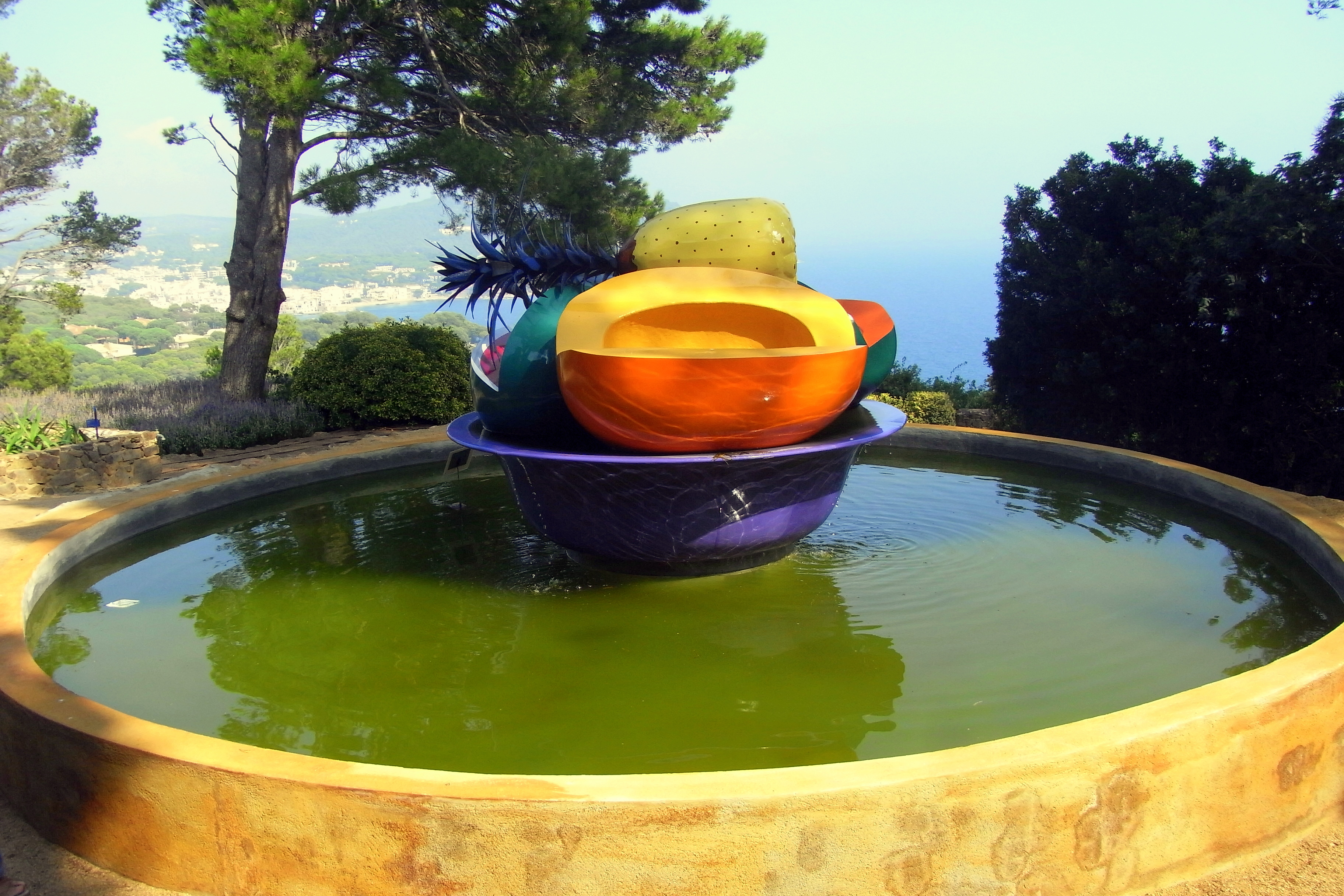
Nr. 9: Ana Mercedes Hoyos
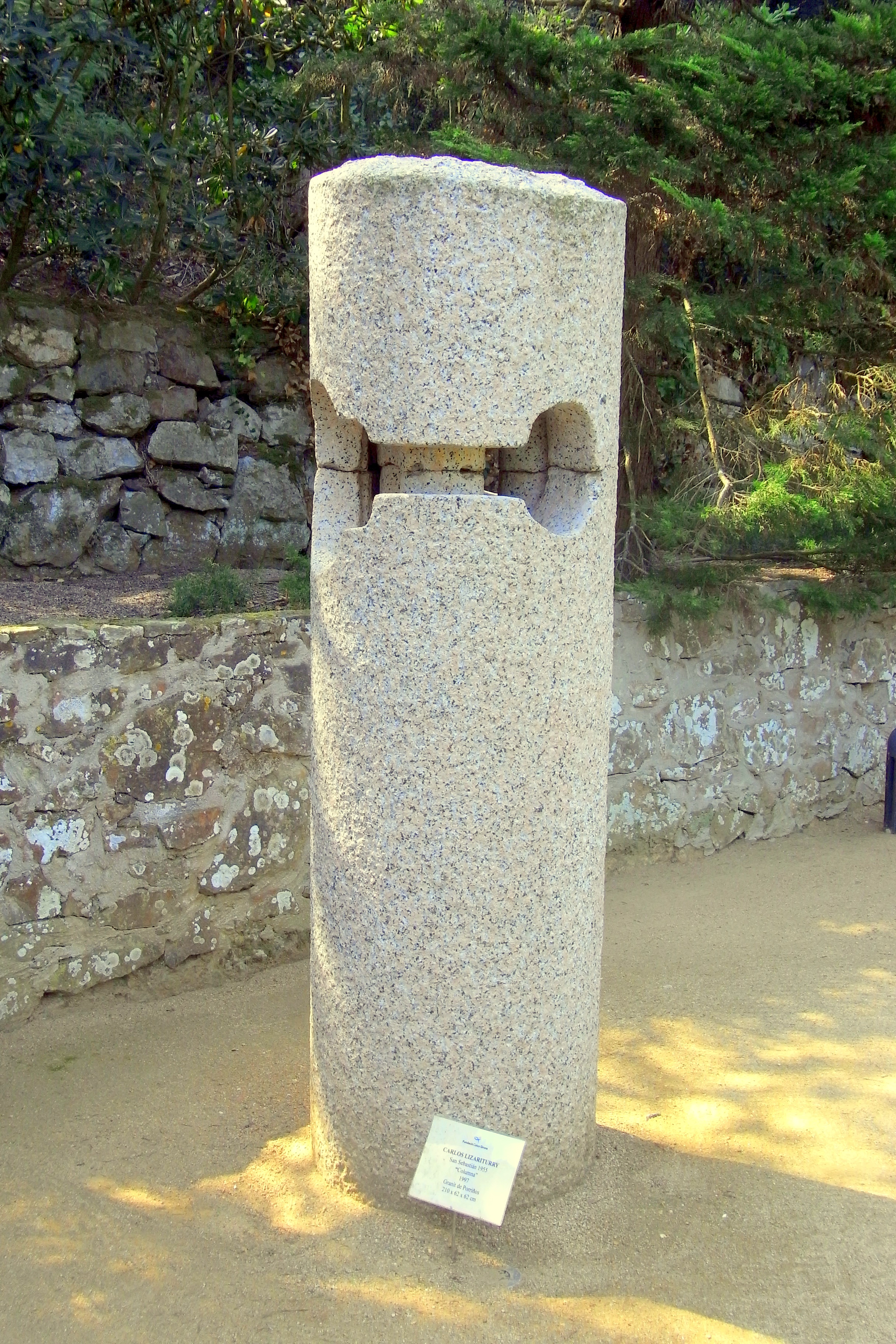
Nr. 10: Carlos Lizariturry
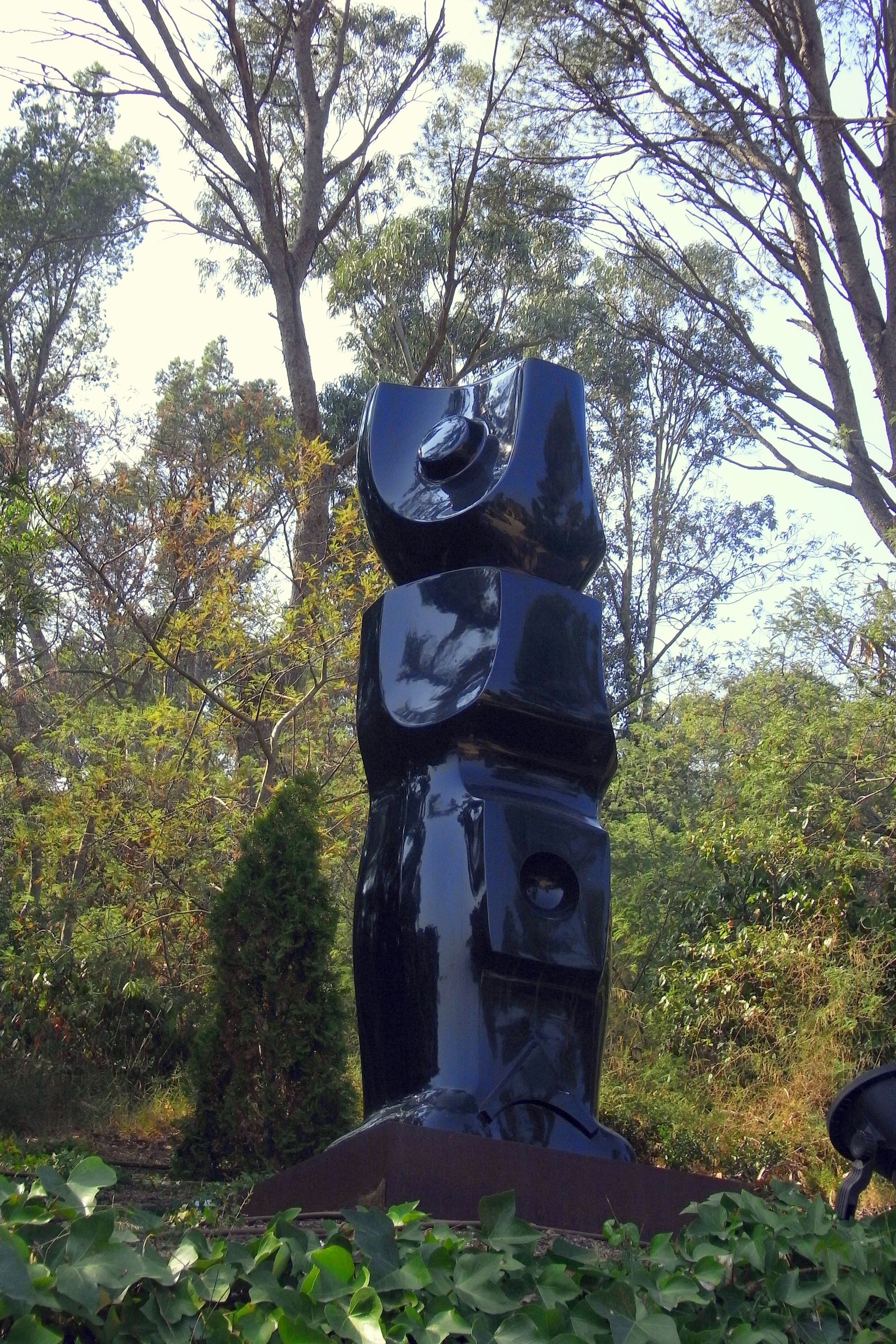
Nr. 11: Marcel Martí
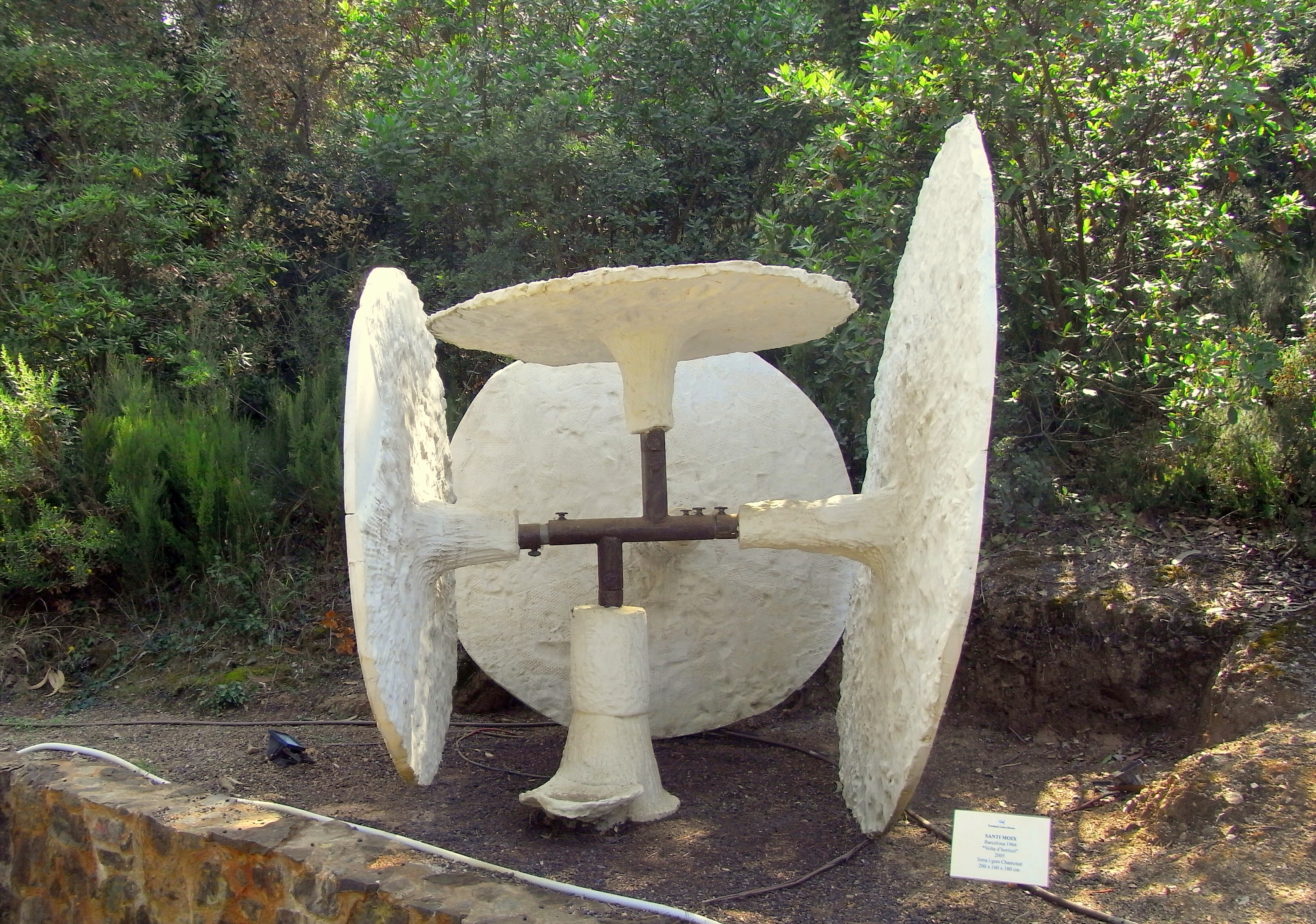
Nr. 12: Santi Moix
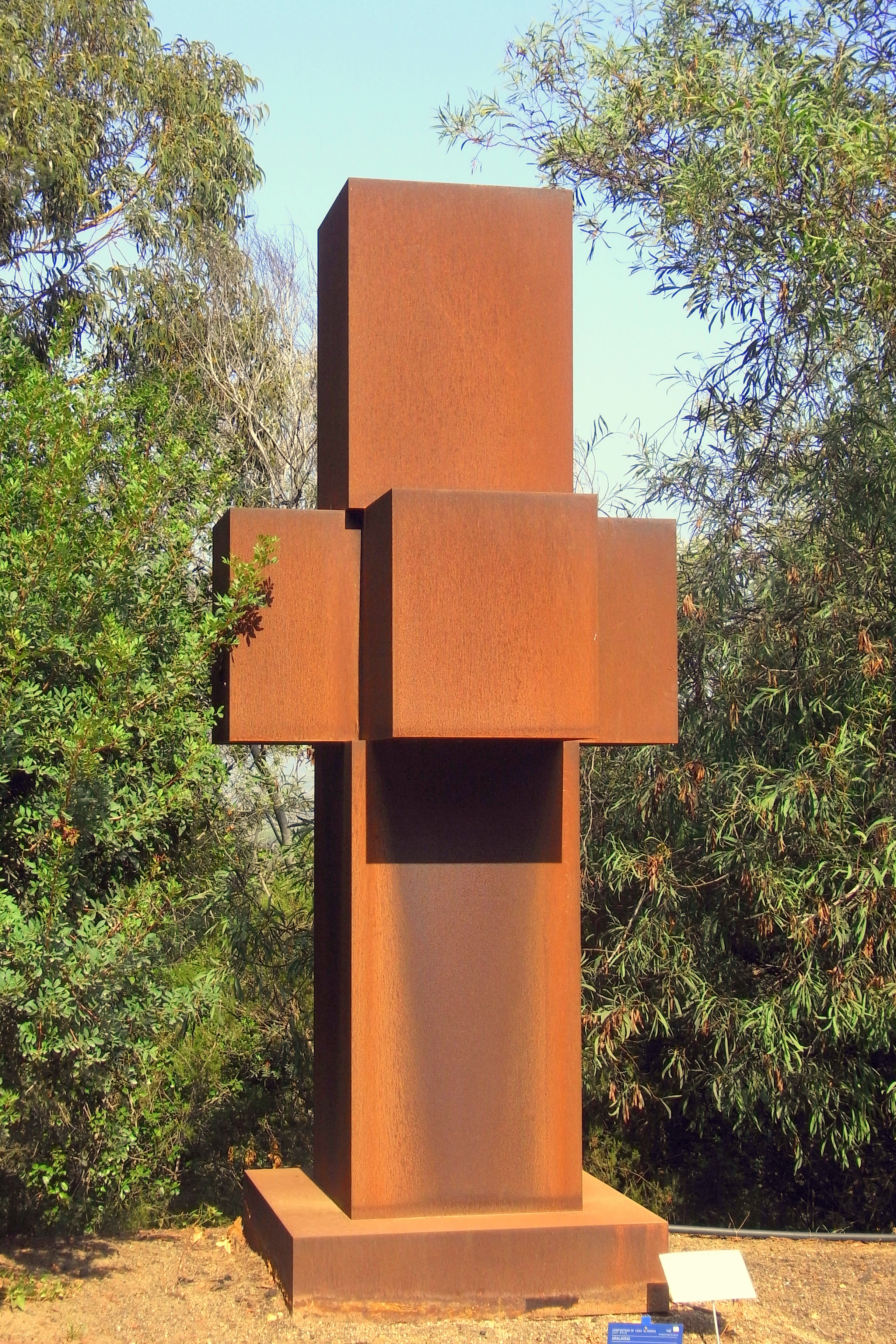
Nr. 13: Torres Monsó
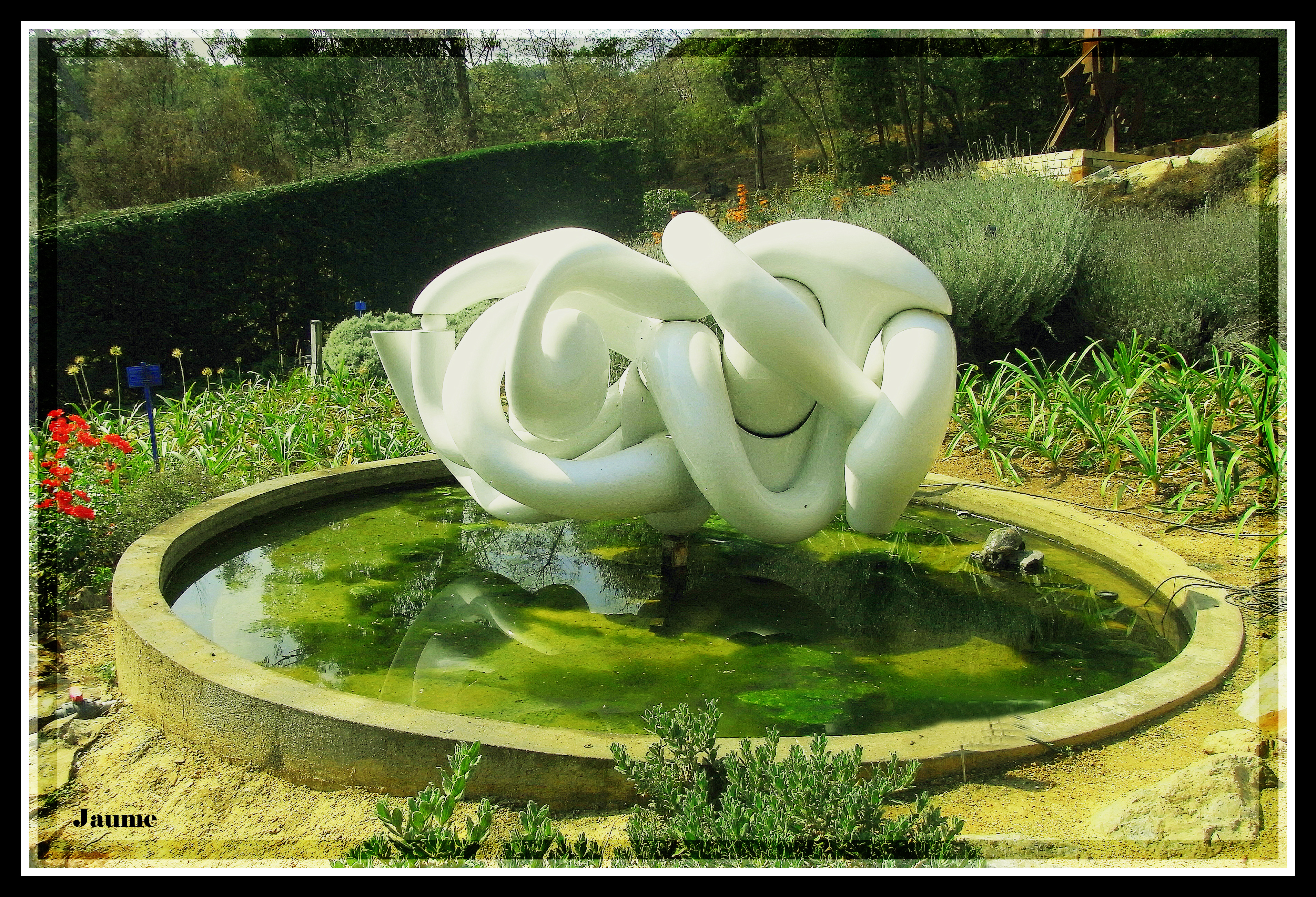
Nr. 14: Miguel Ortiz Berrocal
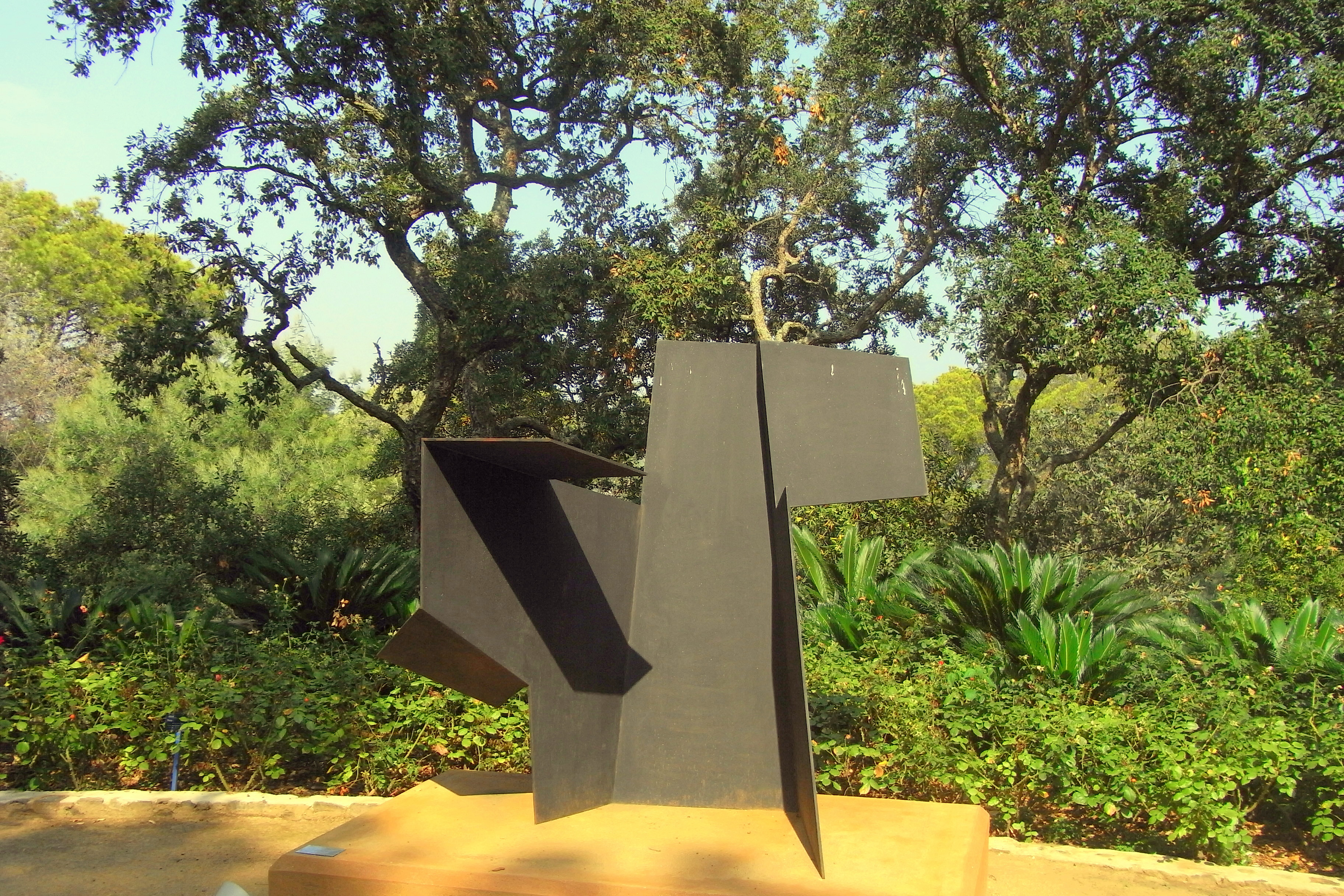
Nr. 15: Jorge Oteiza
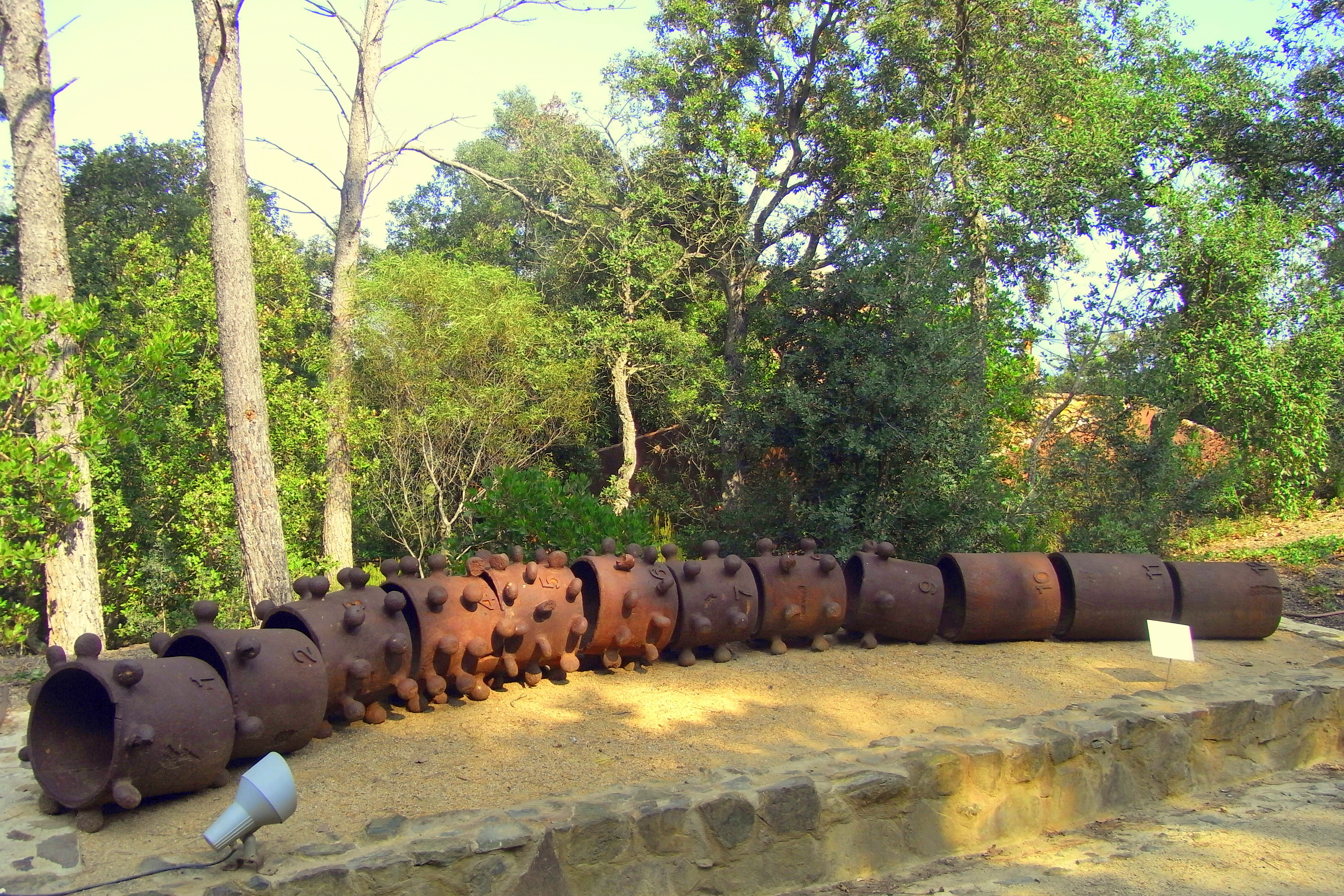
Nr. 16: Jaume Plensa
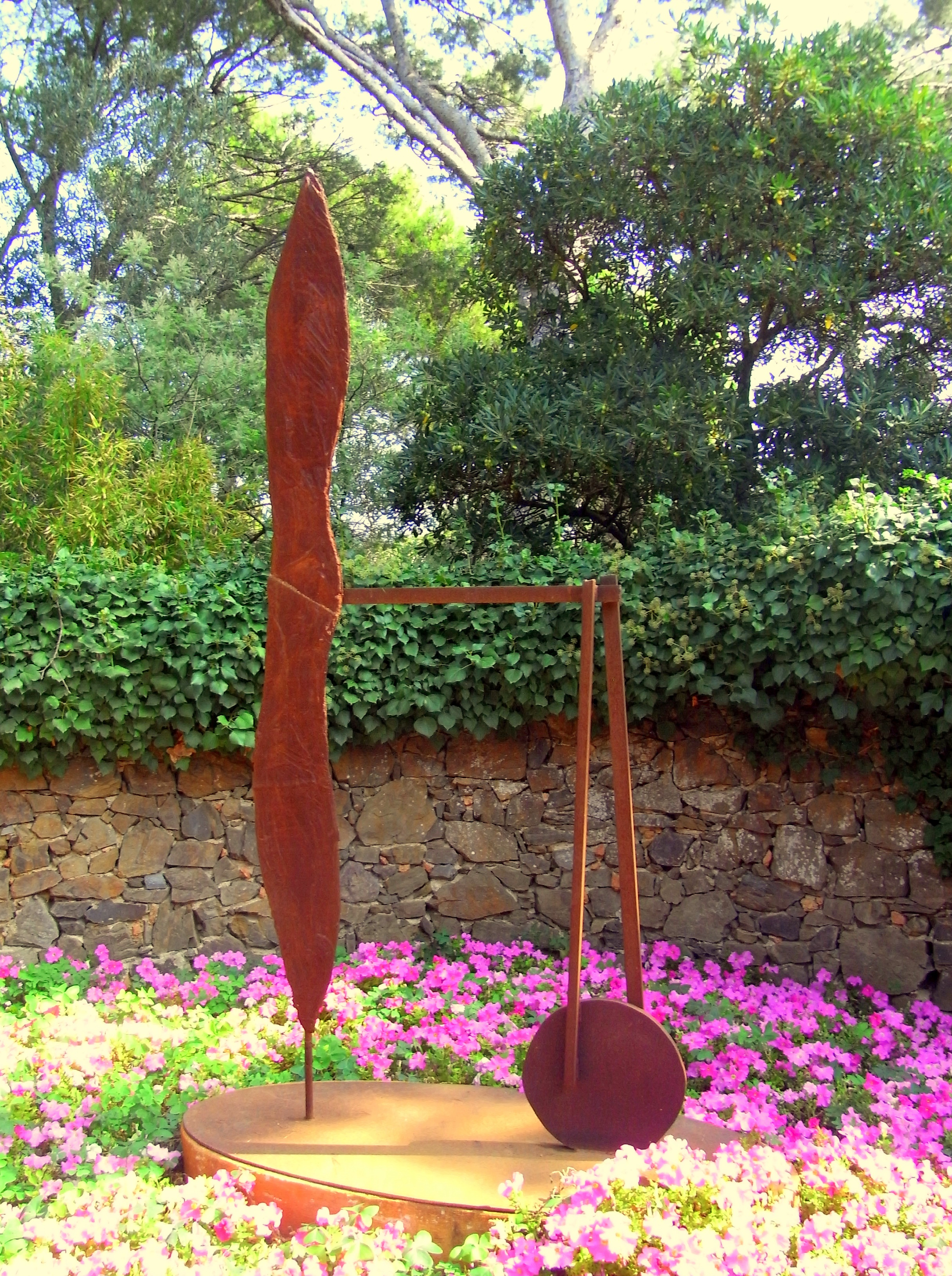
Nr. 17: Josep Maria Riera i Aragó
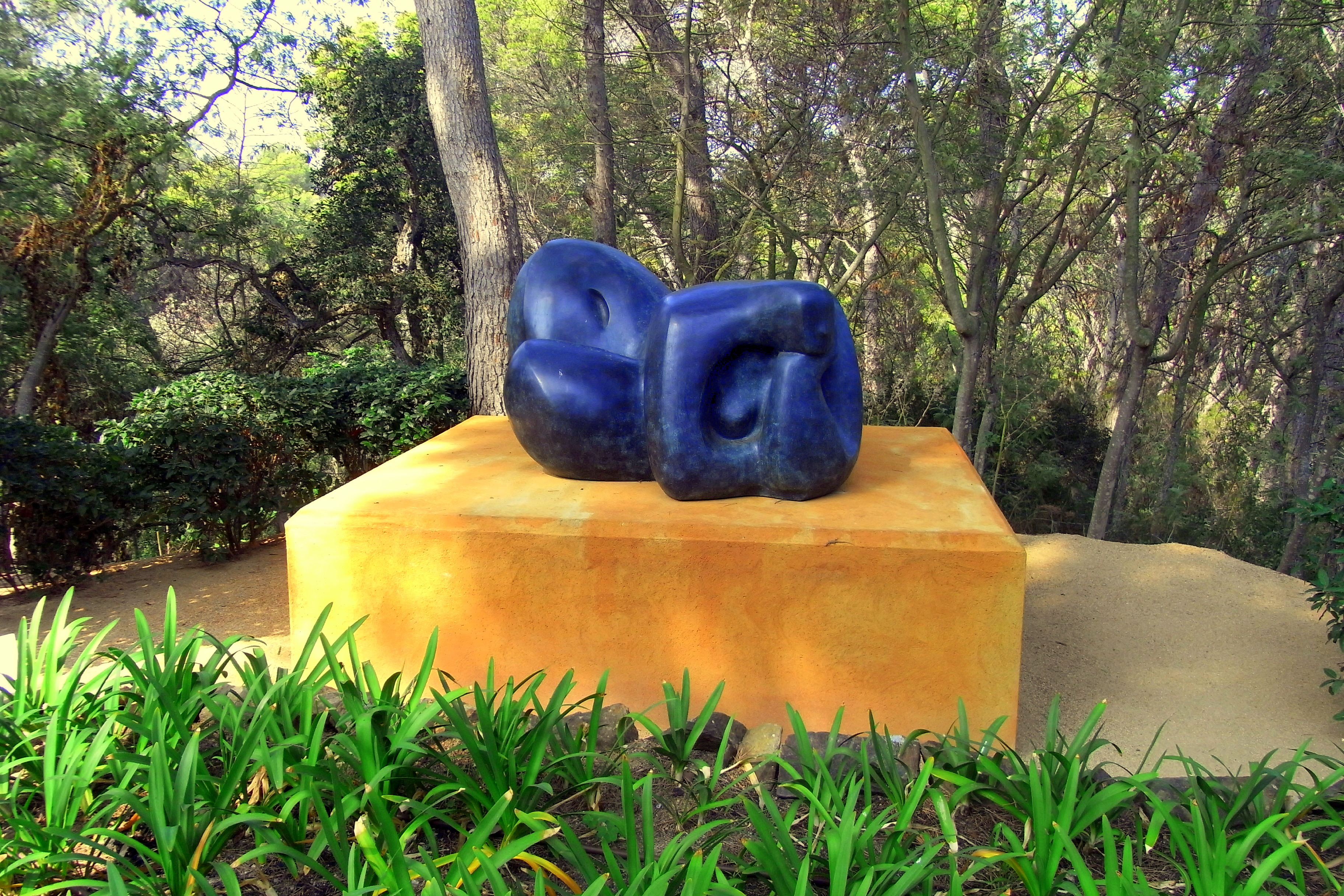
Nr. 18: Rosa Serra
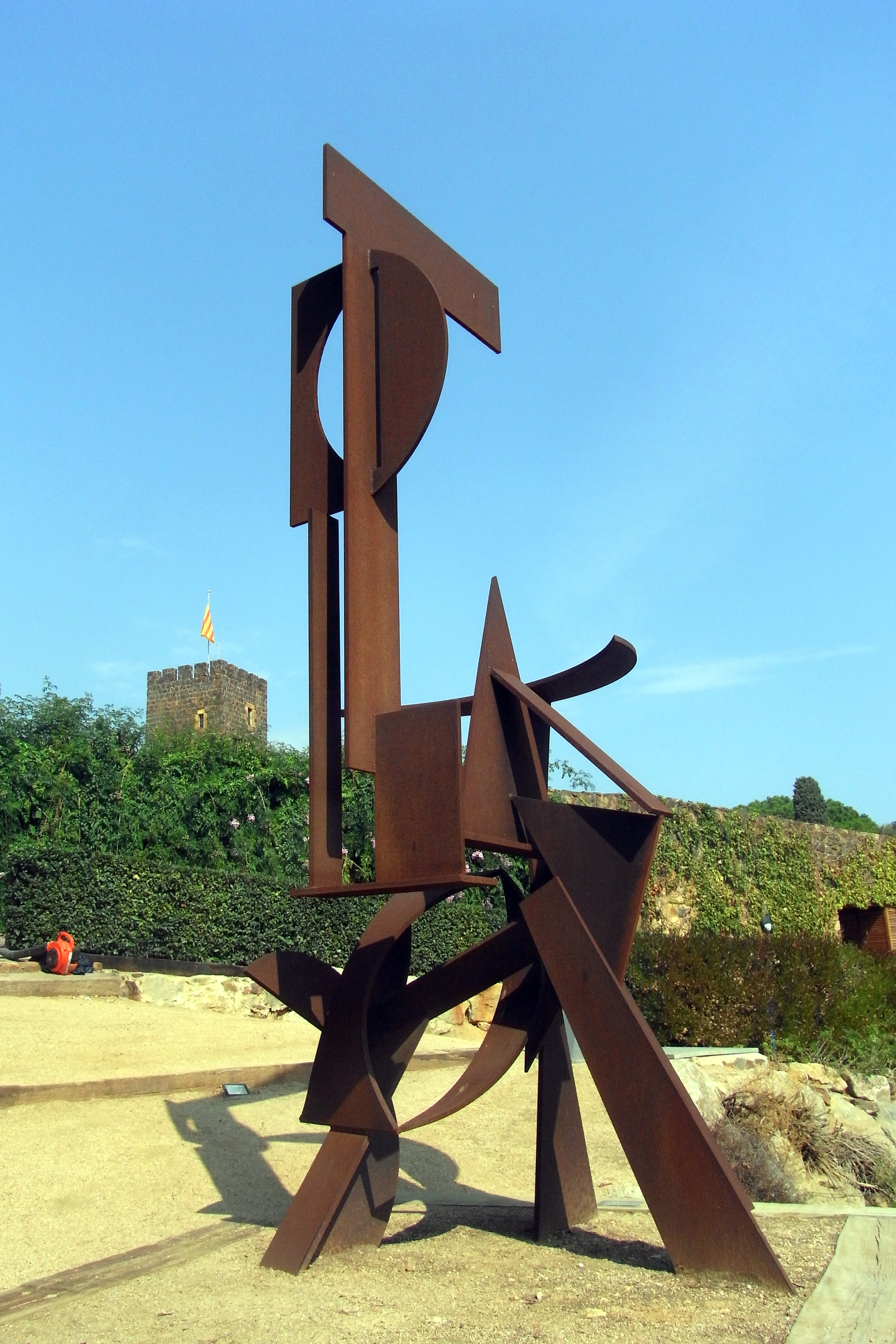
Nr. 19: Paul Suter
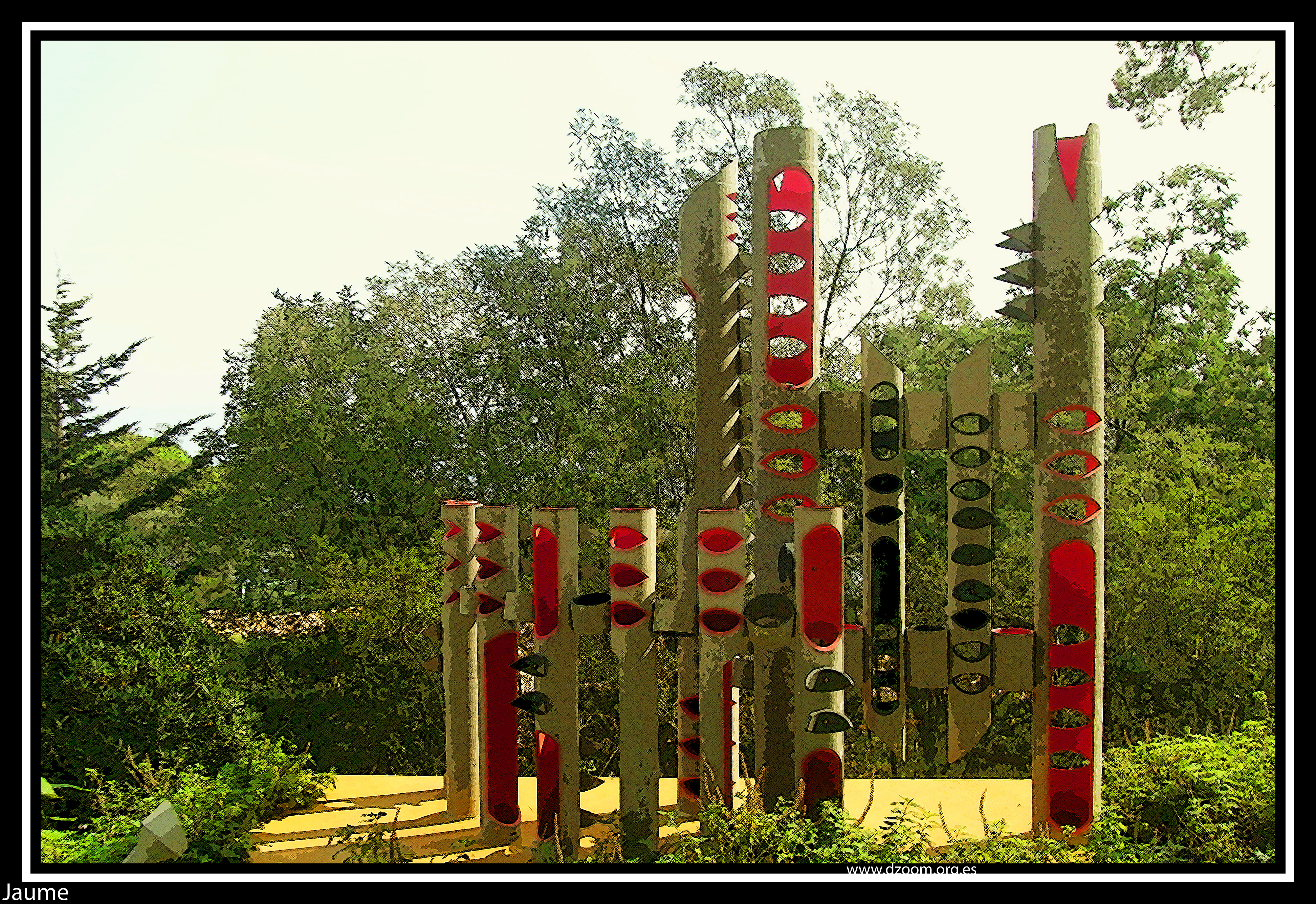
Nr. 20: Moisès Villèlia